# Arthrostylidium fimbriatum
Arthrostylidium fimbriatum är en gräsart som beskrevs av August Heinrich Rudolf Grisebach. Arthrostylidium fimbriatum ingår i släktet Arthrostylidium och familjen gräs. Inga underarter finns listade i Catalogue of Life.